# 莫赫尼夫卡
50°25′27″N 32°26′51″E / 50.42417°N 32.44750°E
莫赫尼夫卡（烏克蘭語：Мохнівка），是烏克蘭的村落，位於該國北部切爾尼戈夫州，由普里盧基區負責管轄，始建於1700年，面積0.45平方公里，海拔高度120米，2001年人口53，人口密度每平方公里118人。